# 镇江商会旧址
镇江商会旧址位于中国江苏省镇江市润州区伯先路北段73号，建于1929年，今为镇江市工商业联合会所在地。镇江商会为发展商业、促进贸易和举办社会公益事业的行业组织，成立于光绪三十一年（1905年）7月。建筑坐北朝南，共分三进院落，采用中西合璧式，南侧和东侧均设有西式门楼，以南侧为主入口，设有上部逐层向内凹进的砖砌券形门洞，其上嵌有于右任所题写的“镇江商会”白石横额。